# Berșad
Berșad (în ucraineană Бершадь, în poloneză Berszad) este orașul raional de reședință al raionului Berșad din regiunea Vinnița, Ucraina. În afara localității principale, nu cuprinde și alte sate.

## Demografie
Componența lingvistică a orașului Berșad
     Ucraineană (90,89%)
     Rusă (8,52%)
     Alte limbi (0,43%)
Conform recensământului din 2001, majoritatea populației orașului Berșad era vorbitoare de ucraineană (90,89%), existând în minoritate și vorbitori de rusă (8,52%).

## Istoric
Marele Ducat al Lituaniei 1459–1569

 Uniunea statală polono-lituaniană 1569–1672

 Imperiul Otoman 1672–1699

 Uniunea statală polono-lituaniană 1699–1793

 Imperiul Rus 1793–1917

 RSS Ucraineană 1920–1922

 Uniunea Sovietică 1922–1941

 Regatul României (Transnistria) 1941–1944

 Uniunea Sovietică 1944–1991

 Ucraina 1991–prezent 